# Leucothyreus chalceus
Leucothyreus chalceus är en skalbaggsart som beskrevs av Blanchard 1851. Leucothyreus chalceus ingår i släktet Leucothyreus och familjen Rutelidae. Inga underarter finns listade i Catalogue of Life.